# Caroline Cassart-Mailleux
Caroline Cassart-Mailleux (Namen, 1 juni 1973) is een Belgisch politica voor de liberale MR.

## Levensloop
Cassart-Mailleux werd beroepshalve boekhouder. Ook werd ze samen met haar echtgenoot Pierre Cassart uitbater van een boerderij in Ouffet.
Voor de toenmalige PRL werd ze in oktober 2000 verkozen tot gemeenteraadslid van Ouffet. Van 2006 tot 2012 was ze er eerste schepen, verantwoordelijk voor Begroting, Onderwijs, Burgerlijke Stand, Communicatie, Jeugd en Kinderopvang. In december 2012 werd Cassart-Mailleux burgemeester van de gemeente. Na de verkiezingen van 2018 kon ze deze functie blijven uitoefenen.
In juni 2004 werd Cassart-Mailleux voor het arrondissement Hoei-Borgworm verkozen in het Waals Parlement en indirect in het Parlement van de Franse Gemeenschap. Ze bleef regionaal parlementslid tot in mei 2014. In het Waals Parlement was ze van 2009 tot 2014 ondervoorzitter van de commissie Openbare Werken, Landbouw, Landelijkheid en Patrimonium, in het Parlement van de Franse Gemeenschap was ze van 2004 tot 2009 lid van de commissie Onderwijs, van 2007 tot 2009 lid van de commissie Cultuur, Jeugd, Media en Bioscopen en van 2009 tot 2011 lid van de commissie Hoger Onderwijs, alsook van 2009 tot 2014 ondervoorzitter van de commissie Jeugd en Jeugdhulp.
Vanaf mei 2014 zetelde Cassart-Mailleux voor de kieskring Luik in de Kamer van volksvertegenwoordigers. Ze zetelde er tot aan de verkiezingen van mei 2019 en sindsdien zetelt ze opnieuw in het Waals Parlement en het Parlement van de Franse Gemeenschap. In de Waalse assemblee was ze van 2019 tot 2024 lid van de commissie Economie, Ruimtelijke Ordening en Landbouw. In het Parlement van de Franse Gemeenschap is Cassart-Mailleux sinds 2024 vicevoorzitter, een functie die ze eerder van 2019 tot 2021 al uitoefende. Van 2019 tot 2024 zetelde er tevens in de commissie Algemene Zaken en Internationale Betrekkingen.